# Ekaterina Vinogradova (nuotatrice)
Ekaterina Vinogradova (in russo Екатерина Виноградова?; Mosca, 8 ottobre 1980) è un'ex nuotatrice russa.

## Carriera
In carriera ha preso parte a un'edizione dei Giochi olimpici, Sydney 2000 (31ª nei 100 m farfalla, 18ª nei 200 m farfalla).